# Кеннон-стріт (залізничний міст)
51°30′30″ пн. ш. 0°05′31″ зх. д. / 51.50833° пн. ш. 0.09194° зх. д.

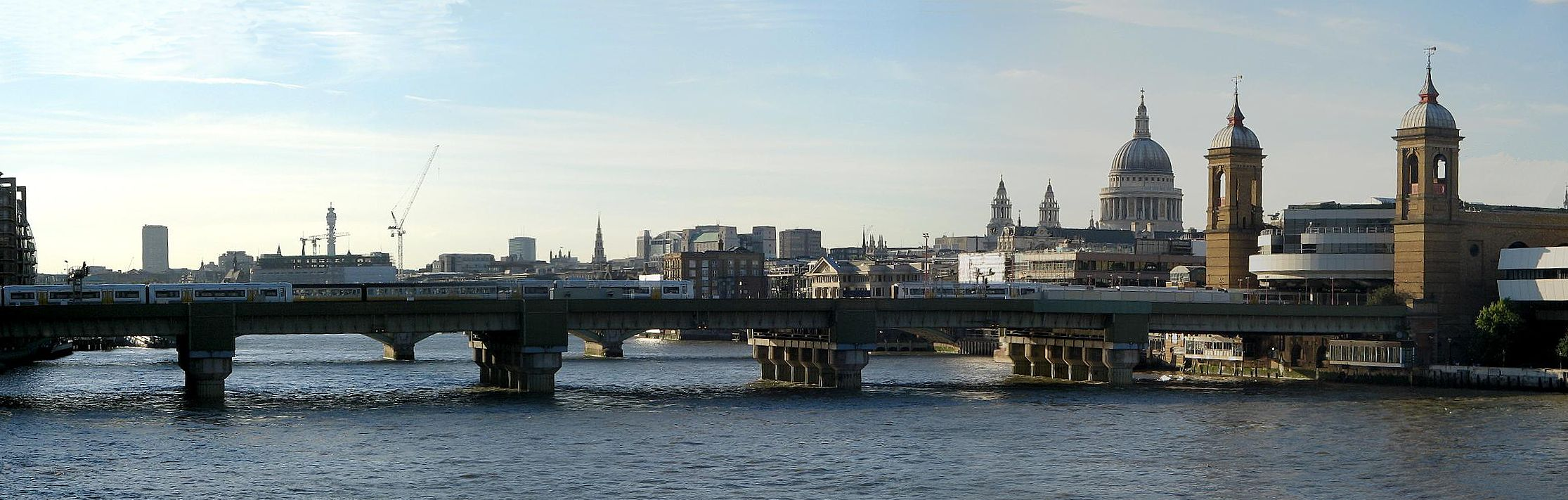
Міст Кеннон-стріт

Залізничний міст Кеннон-стріт (спочатку міст Принцеси Олександри) (англ. Cannon Street Railway Bridge) — залізничний міст через річку Темза в Лондоні. Несе під'їзні колії до станції Кеннон-стріт. Міст має ширину 24,5 м та несе п'ять колій.
Міст було спроектовано Джон Хокшо та Джон Вулф-Беррі для South Eastern Railway  і відкрито в 1866 році після трьох років будівництва одночасно з вокзалом. Спочатку споруда отримала ім'я міст Принцеси Олександри на честь принцеси Олександри Данської, дружини майбутнього короля Едуарда VII. У 1886 — 1893 роках міст було розширено, а у 1979 — 1982 роках пройшов капітальний ремонт. У той же час практично всі декоративні аксесуари були вилучені, що робить міст дуже функціональним сьогодні.